# A-dos-Melros
A-dos-Melros ist eine Ortschaft in Portugal.

## Geografie
Der Ort liegt im Norden des Stadtgebiets von Alverca, am linken Ufer des Rio da Silveira.

## Verwaltung und Geografie
A-dos-Melros ist eine Ortschaft der bis 2013 eigenständigen Gemeinde (Freguesia) Alverca do Ribatejo im Kreis (Concelho) von Vila Franca de Xira, im Distrikt Lissabon.

## Gemeinwesen
Wichtigste Einrichtung ist das Centro Social de A-dos-Melros. Der 1975 gegründete, gemeinnützige Kulturverein bietet Sportkurse, Freizeitangebote und ein öffentliches Café.

## Verkehr
Die von Sobralinho das Flusstal aufwärts führende Straße durchquert den Ort. In der Nähe verläuft die Autobahn A1 mit Anschlussstelle Alverca. Auch die Nationalstraßen N1 und N116 verlaufen nahe dem Ort.